# ハヤテ真青
ハヤテ 真青（はやて まさお、1980年〈昭和55年〉11月21日 - ）は、日本のアクション俳優、監督、アクション監督、パルクールコーディネーター。俳優業以外をHAYATEと表記することがある。

## 略歴
剛柔流（空手の沖縄三大流派のひとつ）免許皆伝、「武備志」継承。
パルクールを始めたきっかけは、2001年に公開された映画『YAMAKASI』（製作・脚本：リュック・ベッソン）を観たこと。実在するパルクール集団をモデルにした作品。当時、沖縄空手の先生を務めていて、「パルクールを学べば武術に使えるかもしれない」と思いつき、興味本意で始めた。

### 2014年
- 池袋・サンシャインシティのJ-WORLD TOKYOで開催された、「NARUTO -ナルト- 疾風伝 カカシ暗部篇~闇を生きる忍~」の放送開始を記念した期間限定のイベント『KAKASHI 暗殺戦術特殊部隊 暗黒の死闘』で、主人公・はたけカカシを演じる[7]。

### 2015年
- イチローが出演するNTT西日本のCM「超えていく～躍動～」篇のパルクール演出&指導を担当[8]。

### 2016年
- 映画『KARATE KILL/カラテ・キル』の主役・ケンジを演じる[9]。同年秋の「フィラデルフィア・アンネームド映画祭」にて長編部門における最高賞である「最優秀長編観客賞」を受賞[10][11]。

### 2016年から2018年
- 『プリンス・オブ・ストライド THE LIVE STAGE』では、5Episode全てにわたってパルクールを含むアクション指導とアクション演出を担当[12][13][14][15][16]。また、Episode5では石動敢を演じる[17][18][19]。

### 2017年
3月18日
- 「第5回ジャパンアクションアワード」のベストアクション男優賞にノミネート[6]。

10月8日
- 『SASUKE2017年秋』（第34回）に出場する[20]。

### 2020年
- 自ら企画、脚本、監督、主演を務める映画『ファーストミッション』を障害をもつ人物らと制作[21]。2022年公開[22]。
- 『NO MORE 映画泥棒』のパルクールコーディネートを担当[1]。
- 岡田准一主演の映画『ザ・ファブル 殺さない殺し屋』（2021年公開）で、パルクール指導などを担当[6]。
- Netflix海外制作のドラマ『Age of Samurai:Battle for Japan（エイジ・オブ・サムライ:天下統一への戦い）』で主役・徳川家康を演じる[23]。

### 2021年
- セガのゲーム『LOST JUDGMENT:裁かれざる記憶』のメインキャストのモーションアクター&パルクールコーディネートを担当[24]。

### 2022年
- 小瀧望（ジャニーズWEST（現・WEST.））が主演するミュージカル『ザ・ビューティフル・ゲーム（英語版）』（上演：2023年1月・東京、2月・大阪）でアクション演出を担当[25]。

### 2023年
2月〜5月
- 『舞台 キングダム』でパルクール演出を担当する[26]とともにSwing[27]としても参加し、福岡公演並びに札幌公演では左慈を演じる[26]。

夏
- 『ブロードウェイ ミュージカル ピーター・パン』でアクションとパルクールを担当[28]。

10月22日〜26日
- 『仕事人ハヤテの世界〜純情編』と銘打って、出演並びにアクション監督などを務めた映画が高円寺シアターバッカスで上映された[29]。

秋
- STUNT JAPANと業務提携する[30]。

### 2024年
2月・3月・4月
- 『MUSICAL ジョジョの奇妙な冒険 ファントムブラッド』でアクション演出を担当[31]。

夏
『ブロードウェイ ミュージカル ピーター・パン』でアクションとパルクールを担当。

## 出演
ハヤテ、ハヤテ真青以外の名義の場合、明記する。
太字は主演。

### 映画
- 少女は異世界で戦った DANGER DOLLS（2014年、監督：金子修介） - アーナンダー 役[33][34]
- KARATE KILL/カラテ・キル（2016年、監督：光武蔵人） - 主演・ケンジ 役[9]
- LADY NINJA 青い影（2018年、監督：藤原健一）[35]
- 曇天に笑う（2018年、監督：本広克行） - 鬼眼 役[36]
- アイアンガール FINAL WARS（2019年、監督：藤原健一） - ブッチ盛杉 役[37][38]
- スペシャル アクターズ（2019年、監督：上田慎一郎）＜真青ハヤテ名義＞[39]
- ファーストミッション（2022年、監督：HAYATE） - 主演・廣瀨青 役＜真青ハヤテ名義＞[40][41] ※小玉百夏とのダブル主演。
- わたし、あなた（短編映画）（2023年、監督：犬童一利） - 先生 役[42]
- 英雄傳（2025年公開予定、監督：坂本浩一） - 隼人 役[43]

### ネット配信
- Age of Samurai:Battle for Japan（エイジ・オブ・サムライ:天下統一への戦い）（2021年、Netflix海外制作） - 主演・徳川家康 役[23]
- 溶けてゆく弟~phase0~（2022年10月16日 - 、YouTube）[44]＜HAYATE名義＞[45]
- わたし、あなた（短編映画）（2024年、YouTube） - 先生 役[46]

### テレビドラマ
- ゆるい 第8話（2016年8月27日、TOKYO MX / 8月30日、サンテレビ） - 黒木ハヤテ 役[47]
- BS時代劇 赤ひげ2 第4話（2019年11月22日、NHK BSプレミアム） - 小島 役[48][49]
- 絶対零度〜未然犯罪潜入捜査〜 Season4 第5話（2020年2月3日、フジテレビ） - 多田敦彦 役＜真青ハヤテ名義＞[50][51][52][53]

### テレビ（バラエティーなど）
- SASUKE2017年秋（第34回）（2017年10月8日、TBSテレビ）[20]

### 舞台 / イベント
- 目黒雅叙園プロジェクションライブ（2013年）[54]
- KAKASHI 暗殺戦術特殊部隊 暗黒の死闘（2014年、J-WORLD TOKYO） - 主人公・はたけカカシ 役[7]
- 総合格闘技大会 REAL1（2014年12月23日、有明コロシアム)  - オープニング、ハーフタイムアクト[33]
- 伊賀の國忍者映画祭2015（2015年8月21日 - 23日、三重県伊賀市）[55]
- 舞台 ピッツァ☆（2017年12月23日 - 30日、シアターサンモール） 〈HAYATE名義〉[56][57]
- プリンス・オブ・ストライド THE LIVE STAGE Episode5（2018年5月31日 - 6月4日、東京・シアター1010 / 6月15日 - 17日、大阪・森ノ宮ピロティホール） - 石動敢 役〈HAYATE名義〉[17][18][19]
- 舞台 キングダム（2023年2月5日 - 5月11日、東京・大阪・福岡・札幌） - 左慈 役〈HAYATE名義〉[26]（Swing[27]）
- 『帰ってこい！伊賀の花嫁 その六』そうだ！ We're Alive編（2024年1月17日 - 21日、劇団方南ぐみ、俳優座劇場）- 福田ふとし 役〈HAYATE名義〉[58]
- 多重面奏（町田慎吾30周年記念公演、2024年11月17日、シアター・アルファ東京） - 日替わりゲスト〈HAYATE名義〉[59]
- 歌劇 ジャンヌ・ダルク（呼華歌劇団、演出：鳳あづま、2025年1月30日 - 2月2日、あうるすぽっと（豊島区立舞台芸術交流センター）） - アランソン将軍 役[注釈 2]
- ミュージカル CATsLa（呼華歌劇団、2025年8月15日、シアターΧ）[61] - ゲストキャスト[62]

### ゲーム
- 『LOST JUDGMENT:裁かれざる記憶』（2021年9月24日発売、セガ） - メインキャストのモーションアクター[24]

### CM
- SOLOTEX®（2016年、帝人フロンティア）[63]
- UHA味覚糖 瞬間サプリ（2021年、味覚糖）[64]

## アクションコーディネート・パルクールコーディネートなど
HAYATE名義以外は明記する。

### 映画
- 神宿スワン（2016年、監督：中山剛平） - アクション監督[65]
- LADY NINJA 青い影（2018年、監督：藤原健一） - 冒頭アクション監督[66]
- スペシャル アクターズ（2019年、監督：上田慎一郎） - アクション監督[67]
- ザ・ファブル 殺さない殺し屋 （2021年、監督：江口カン） - パルクール指導など[6]
- DIVOC-12 ユメミの半生（2021年、監督：上田慎一郎） - アクションコーディネート[68]
- ファーストミッション（2022年） - 企画・脚本・監督[69]
- オカムロさん（2022年、監督：松野友喜人） - アクション監督補[70]
- うまれる（短編映画）[注釈 3]（2023年、監督：田中聡）- アクション監督＜ハヤテ名義＞[72][73]
- ダマガール（2023年、監督：川口貴弘）[74]
- ひどくくすんだ赤（2024年、監督：田中聡） - アクション監督[75]〈ハヤテ名義〉[76]

### ネット配信
- はだか拳（2021年8月30日、東映Xstream46（現・東映シアターオンライン） - アクション監督[77]
  - はだか拳Ω（2021年10月22日、東映Xstream46（現・東映シアターオンライン）） - アクション監督[78]
- 溶けてゆく弟~phase0~（2022年10月16日 - 、YouTube） - 監督・アクション・演出補佐[45]

### テレビドラマ
- 警視庁岡部班2 〜多摩湖畔殺人事件〜（2018年、TBSテレビ） - アクション[79]

### 舞台 / イベント
- 総合格闘技大会 REAL1（2014年12月23日、有明コロシアム)  - アクション演出[33]
- プリンス・オブ・ストライド THE LIVE STAGE（2016年 - 2018年、東京：シアター1010 / 大阪：森ノ宮ピロティホール ほか） - パルクールを含むアクション指導とアクション監督[12][13][14][15][16]
- 双牙〜ソウガ〜 新炎（2021年3月5日 - 14日[注釈 4]、シアター1010） - パルクール演出[81]
- BANANA FISH The Stage -前編-（2021年6月10日 - 20日、天王洲 銀河劇場） - パルクール演出[82]
  - BANANA FISH The Stage -後編-（2022年1月20日 - 2月6日[注釈 5]、品川プリンスホテル ステラボール） - パルクールコーディネート[87]
- 舞台 灼熱カバディ（2022年2月18日 - 27日、シアター1010） - アクション指導[88]
- 音楽劇 スラムドッグ$ミリオネア（2022年8月1日 - 21日[注釈 6]、シアタークリエ） - パルクールコーディネート[90]
- ミュージカル ザ・ビューティフル・ゲーム（英語版）（2023年1月7日 - 26日、日生劇場/2023年2月4日 - 13日、梅田芸術劇場メインホール） - アクション演出[91]
- 舞台 キングダム（2023年2月5日 - 5月11日、東京・大阪・福岡・札幌） - パルクール演出[26]
- WBB vol.23『SPIRAL SPY』（2023年7月10日 - 17日、紀伊國屋サザンシアター TAKASHIMAYA）- アクション演出[92]
- ブロードウェイ ミュージカル ピーター・パン（2023年7月25日 - 8月2日、東京国際フォーラム ホールC） - アクション、パルクール[28]
  - ブロードウェイ ミュージカル ピーター・パン（2024年7月24日 - 8月2日、東京国際フォーラム ホールC） - アクション、パルクール[32]
- 『帰ってこい！伊賀の花嫁 その六』そうだ！ We're Alive編（2024年1月17日 - 21日、劇団方南ぐみ、俳優座劇場）- アクション演出[93]
- MUSICAL ジョジョの奇妙な冒険 ファントムブラッド（2024年2月、帝国劇場/3月26日 - 30日、札幌文化芸術劇場/4月9日 - 4月14日、兵庫県立芸術文化センター）- アクション演出[31]
- 舞台 歌舞伎町シャーロック（2024年5月17日 - 5月26日[注釈 7]、IMM THEATER） - アクション演出[95][96]

- CRIMINAL FOUR 愛しき大悪党（2025年3月6日 - 23日、IMM THEATER（予定）/ 2025年3月27日 - 30日、COOL JAPAN PARK OSAKA TTホール（予定）/ 2025年4月12日・13日、キャナルシティ劇場（予定）） - アクション演出[97]
- ミュージカル ボニー＆クライド（2025年3月10日 - 4月17日、シアタークリエ（予定）/ 2025年4月25日 - 30日、森ノ宮ピロティホール（予定）/ 2025年5月4日・5日、博多座（予定）/ 2025年5月10日・11日、東海市芸術劇場大ホール（予定）、上演台本・演出：瀬戸山美咲） - アクションコーディネート[98]
- 舞台 鬼滅の刃 其ノ伍 襲撃 刀鍛冶の里（2025年4月11日 - 20日、天王洲 銀河劇場 / 2025年4月25日 - 27日、AiiA 2.5 Theater Kobe）[99] - アクション監督[100]

### ゲーム
- 『LOST JUDGMENT:裁かれざる記憶』（2021年9月24日発売、セガ） - パルクールコーディネート[24]

### CM
- 「超えていく～躍動～」篇（2015年、NTT西日本） - パルクール演出&指導[8]
- NO MORE 映画泥棒（2020年、「映画館に行こう!」実行委員会） - パルクールコーディネート[1]

### MV
- ポルカドットスティングレイ「リドー」（2024年） - パルクールコーディネート[101]

### その他
- 鈴木聖奈 Official Website（2017年 - ） - アクション監督[102]

## ハヤテ映画祭
2023年10月22日〜26日、『仕事人ハヤテの世界〜純情編』と銘打って、出演並びにアクション監督などを務めた映画が高円寺シアターバッカスで上映された。上映されたのは以下の作品。
- ファーストミッション（総監督：HAYATE、アクティング監督：中山剛平）
- KARATE KILL/カラテ・キル（監督：光武蔵人、主演：ハヤテ）
- スペシャル アクターズ（監督：上田慎一郎、アクション監督：HAYATE）
- 神宿スワン（監督：中山剛平、アクション監督：HAYATE）
- 溶けてゆく弟[注釈 8]（脚本・演出：町田慎吾、監督・アクション・演出補佐：HAYATE）
- わたし、あなた（短編映画）（監督：犬童一利、出演：ハヤテ）
- うまれる（短編映画）（監督：田中聡、アクション監督：HAYATE）
- ひどくくすんだ赤（監督：田中聡、アクション監督：HAYATE）